# Stefan Ritter (Archäologe)
Stefan Ritter (* 17. Januar 1959 in Schmalkalden) ist ein deutscher Klassischer Archäologe.

## Leben und Werdegang
Stefan Ritter besuchte von 1965 bis 1973 die Polytechnische Oberschule in Barchfeld und anschließend von 1973 bis 1977 die Erweiterte Oberschule in Eisenach. 1977 legte er das Abitur ab und war zunächst 1977/1978 Museumsführer auf der Wartburg und leistete danach von 1978 bis 1979 seinen Wehrdienst bei der Nationalen Volksarmee ab. Dann begann Ritter 1979 mit dem Studium der Klassischen Philologie und der Germanistik an der Universität Jena. im Dezember 1981 wurde er exmatrikuliert und arbeitete von 1982 bis 1984 als Friedhofsgärtner und Hauswirtschaftspfleger in Jena. Zudem war er Führer in der Leipziger Thomaskirche und zuletzt Krankenpfleger in Leipzig. Im März 1984 reiste Ritter aus der DDR in die BRD aus. Dort begann er noch im selben Jahr ein Studium der Klassischen Archäologie, Latinistik und Christlichen Archäologie an der Universität Heidelberg. 1987 war er für ein Semester an der Freien Universität Berlin, 1990 war er zu einem dreimonatigen Forschungsaufenthalt in Rom. Während der Studienzeit nahm er an Ausgrabungen in Ladenburg und Fregellae teil. Die Promotion erfolgte im Juni 1991 mit der Arbeit Hercules in der römischen Kunst von den Anfängen bis Augustus bei Tonio Hölscher in Heidelberg. 1992 wurde ihm für seine Dissertation der Ruprecht-Karls-Preis verliehen.
Nach der Promotion bereiste Ritter 1991/1992 als Reisestipendiat des Deutschen Archäologischen Instituts den Mittelmeerraum. Als Postdoktorandenstipendiat war er 1992/1993 und nochmals 1994 am Römisch-Germanischen Museum in Köln beschäftigt und war 1992/1993 Sprachlehrer an der Eötvös-Loránd-Universität in Budapest. 1994 wurde er Wissenschaftlicher Assistent am Archäologischen Institut der Universität Freiburg. Dort wirkte er auch in mehreren Grabungssaisonen am Grabungsprojekt des Instituts in Thugga mit. 1998/1999 führte Ritter ein Forschungsaufenthalt an das Ashmolean Museum in Oxford, wo er als Habilitandenstipendiat arbeitete. Die Habilitation erfolgte 2000 mit der Arbeit Bildkontakte. Götter und Heroen in der Bildsprache griechischer Münzen des 4. Jahrhunderts v. Chr. in Freiburg. 2001 wurde Ritter dort Privatdozent und Oberassistent, 2006/2007 war er nur noch Privatdozent. Von 2001 bis 2003 leitete er die Untersuchungen zur frühen Siedlungsgeschichte von Thugga. Im Februar und Juli 2005 war Ritter Fellow am Collegium Budapest. Im Wintersemester vertrat er einen Lehrstuhl an der Universität München. 2006/2007 war er Forschungsstipendiat der Gerda Henkel Stiftung, Von April 2007 bis März 2008 war er Professor (W 2) für Klassische Archäologie an der Universität Erlangen. Von April 2008 bis zu seiner Emeritierung 2025 war Ritter ordentlicher Professor (W 3) an der Universität München und damit verbunden zugleich Direktor des Museums für Abgüsse Klassischer Bildwerke.

## Schriften (Auswahl)
- Hercules in der römischen Kunst von den Anfängen bis Augustus. Verlag Archäologie und Geschichte, Heidelberg 1994, ISBN 3-9801863-4-2 (Archäologie und Geschichte, Bd. 5).
- Bildkontakte. Götter und Heroen in der Bildsprache griechischer Münzen des 4. Jahrhunderts v. Chr. Reimer, Berlin 2002, ISBN 3-496-01257-9.
- Alle Bilder führen nach Rom. Eine kurze Geschichte des Sehens. Klett-Cotta, Stuttgart 2008, ISBN 978-3-608-94374-0.
- mit Philipp von Rummel: Archäologische Untersuchungen zur Siedlungsgeschichte von Thugga. Die Ausgrabungen südlich der Maison du Trifolium 2001–2003. Reichert, Wiesbaden 2015, ISBN 978-3-95490-031-2.
- mit Sami Ben Tahar (Hrsg.): Studies on the Urban History of Meninx (Djerba). The Meninx Archaeological Project 2015–2019. Reichert, Wiesbaden 2023, ISBN 978-3-7520-0611-7.